# Федюн Іван Маркович
Федюн Іван Маркович (05.05.1935, с. Волошкове Опішнянського району Харківської області - 09.12.1991) – Почесний громадянин Зіньківщини (посмертно), Герой Соціалістичної Праці. 

## Трудовий шлях
Із 13 років почав працювати в колгоспі ім. Кірова (с. Волошкове). 1952 року закінчив курси трактористів при Опішнянській МТС. Рік працював наваловідбійником на одній із шахт Ворошиловградської області.
Із 1956 до 1958 року – тракторист у Волошковому. З 1958 року – член КПРС. Працював на тракторі «ХТЗ-7». У 1959 році, у віці 24 роки став бригадиром тракторної бригади № 2 колгоспу «Маяк». На цій посаді перебував 30 років. В 1970-х роках за бригадою було закріплено 2400 гектарів землі, 16 тракторів, 9 комбайнів різного призначення, чимало іншої техніки; працювало 40 механізаторів.

## Досягнення
Іван Федюн переймав передовий досвід механізаторів колгоспу "Жовтень" Машівського району та Героя Соціалістичної Праці Дмитра Тендітника. Ним було запроваджено нову технологію вирощування цукрового буряка та кукурудзи з мінімальними затратами ручної праці.
По 322,5 центнерів цукрової сировини замість 272 центнерів, передбачених зобов’язанням, було одержано з кожного гектара бурякових плантацій колгоспу .

## Нагороди
8 грудня 1973 року Івану Марковичу Федюну було присвоєне звання Героя Соціалістичної Праці як такому, що відзначився 
|  | "у збільшенні виробництва і продажу державі зерна, цукрових буряків, олійних культур та інших продуктів землеробства" |

Іван Федюн нагороджений:
-	Орденом Леніна
-	Орденом «Знак пошани»
-	медаллю «Серп і Молот»
-	Ювілейною медаллю «За доблестный труд. В ознаменование 100-летия со дня рождения В.И. Ленина»